# Ростемабад (Гилян)
Ростемабад (перс. رستمآباد‎) — один из городов Ирана, расположенный в шахрестане Рудбар провинции Гилян. Он находится в 15 км к северу от города Рудбар и в 45 км от города Решт. Ростемабад расположен на возвышенности, на западном берегу реки Сефидруд. Город окружают обширные рисовые поля на востоке и лес Селансар на западе.

## Язык
Коренными жителями города являются гилянцы, говорящие на особом диалекте гиляки, распространённом в Южном Гиляне.

## Экономика
Большинство жителей города работает в сфере обслуживания и торговле. Жители бахщей Амарлю, Рахматабад, Блокат, а также деревень и городов в окрестностях Ростемабада, большинство своих нужд удовлетворяют с помощью этого города. Ростемабад фактически служит центром судебных разбирательств, а также местом встреч и связи между собою для нескольких больших бахщей шахрестана Рудбар. Благодаря этому обстоятельству «базар по средам», работающий в Ростемабаде, стал одним из важнейших базаров Гиляна и самым популярным базаром, работающим раз в неделю, в шахрестане Рудбар. Главный базар Ростемабада расположен на бульваре Имама Хомейни, который вместе с прилегающими районами считается центром города.

## Климат
Климат Ростемабада — средиземноморский, однако по сравнению с регионами, расположенными в низине, влажность воздуха Ростемабада значительно ниже.

## История
В районе Джалалийе к северу от шоссе Калюраз расположен древний курган Калюраз или Гяндж-е Пар. Он является уникальным местом в Гиляне, так как в нём можно наблюдать архитектуру, существовавшую у племён, проживавших в остане в древности (около 3200 лет назад), вопреки распространённым представлениям, согласно которым в то время все местные племена были кочевыми.

## Достопримечательности
Среди достопримечательностей города можно указать на красивый лес Селансар, лесопарк Мандабан (он имеет площадь 80 га и состоит из кипарисов и сосен), парк «Бам-е Сорх» и несколько известных исторических памятников, в том числе древний курган «Гяндж-е пар», расположенный в находящейся поблизости деревне Кальварз. Кроме того, надо отметить лес Нокле-Бар и холм Кальварз, расположенные в окрестностях города.

## Демографические процессы
Население Ростемабада, судя по данным трёх последних переписей (25 октября 1996 г., 25 октября 2006 г. и 24 октября 2011 г.) постоянно увеличивалось: с 9977 человек до 12110 человек и 13749 человек. Общий его рост за эти 15 лет составил 1,4 раза. За 1996—2006 гг. среднегодовые общие темпы роста населения города оказались равны 2,0 %, а за 2006-11 гг. — 2,6 %. Таким образом, темпы роста населения серьёзно выросли за эти два периода. Поскольку во всем Иране, как и в Гиляне, в это время имело место существенное падение рождаемости, такое резкое увеличение темпов роста, безусловно, связано с ростом иммиграции в Ростемабад. Среднегодовой рост численности городского населения равнялся за 1996—2006 гг. в среднем около 210 человек, а за 2006-11 гг. — в среднем примерно 330 человек, то есть, увеличился в 1,6 раз. График роста населения города поэтому принял гиперболическую форму, что свидетельствует о постоянно растущих темпах увеличения числа жителей. За 2011 г. имеется возможность посмотреть и на половой состав населения. Он говорит о том, что, как и в целом в Иране, мужчин в городе насчитывалось заметно больше, чем женщин: на 100 женщин приходилось 107 мужчин, что является очень большим превышением и может быть связано с очень высокой иммиграцией молодого мужского населения в город.